# 뉘넌헤르번엔네데르베턴

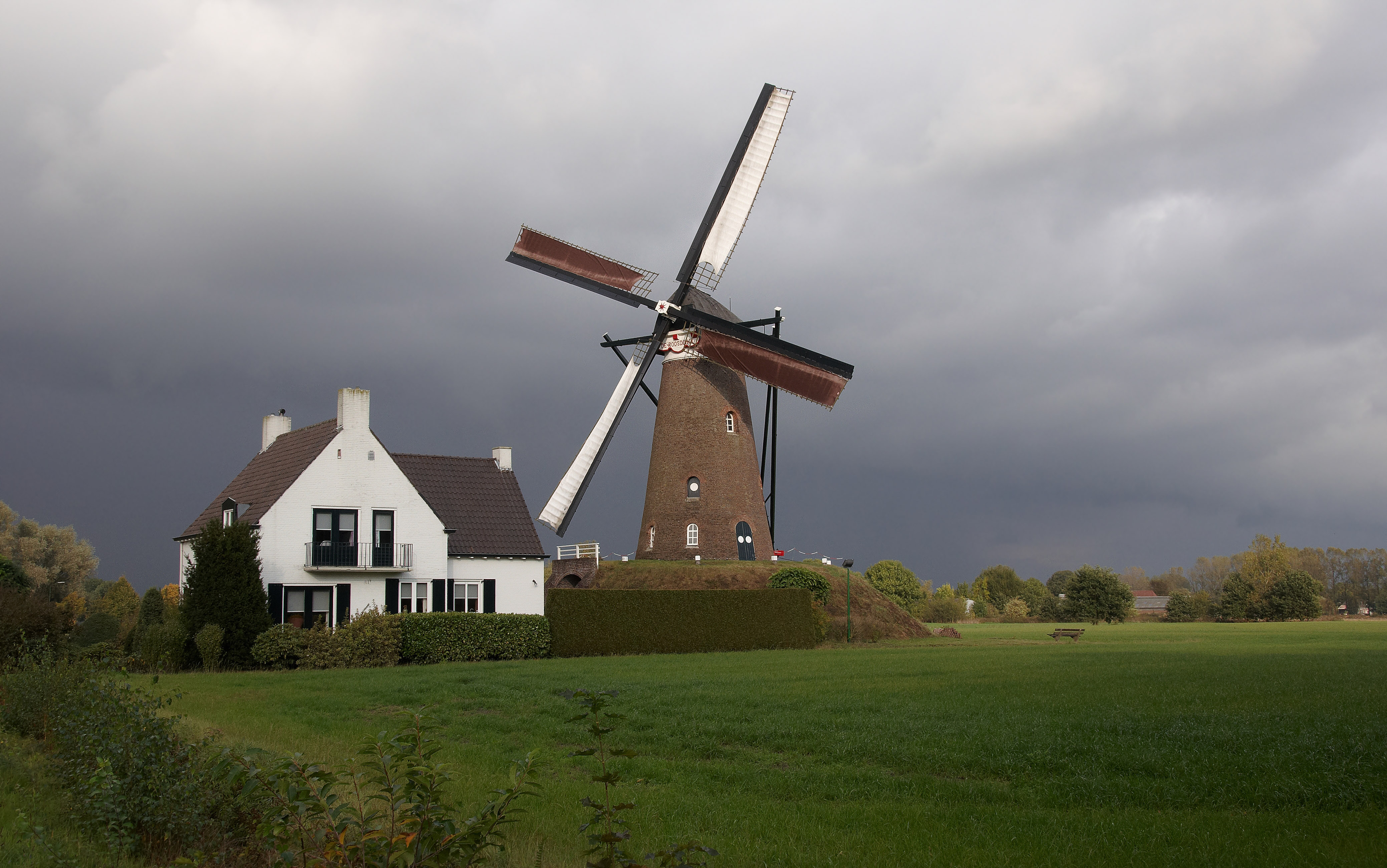
뉘넌헤르번엔네데르베턴

뉘넌헤르번엔네데르베턴의 위치

뉘넌헤르번엔네데르베턴(네덜란드어: Nuenen, Gerwen en Nederwetten)은 네덜란드 노르트홀란트주의 도시로 면적은 33.94km2, 높이는 16m, 인구는 22,567명(2014년 5월 기준), 인구 밀도는 669명/km2이다. 에인트호번에서 동쪽으로 약 10km 정도 떨어진 곳에 위치한다.

시기
시 문장